# Landtagswahl in Schleswig-Holstein 2009
- Linke: 6
- SPD: 25
- Grüne: 12
- SSW: 4
- FDP: 14
- CDU: 34

- Regierung: 48
- Opposition: 47

Die Wahl zum 17. Schleswig-Holsteinischen Landtag fand gleichzeitig mit der Bundestagswahl 2009 am 27. September 2009 statt. Sie war eine vorgezogene Wahl, die nach dem Bruch der Großen Koalition aus CDU und SPD im Juli 2009 durch eine verlorene Vertrauensfrage von Ministerpräsident Peter Harry Carstensen (CDU) herbeigeführt wurde. Bei der Wahl erlitten sowohl CDU als auch SPD zum Teil dramatische Verluste, wovon die kleineren Parteien FDP und Grüne profitieren konnten. Auch die Linke zog zum ersten und bis jetzt einzigen Mal in den Landtag ein. Es ergab sich eine knappe Mehrheit für eine schwarz-gelbe Koalition.

## Ausgangssituation
Bei der Landtagswahl vom 20. Februar 2005 hatte die rot-grüne Landesregierung unter Heide Simonis aufgrund der Verluste der SPD ihre Mehrheit verloren. Weder SPD und Grüne noch CDU und FDP konnten eine Koalition bilden, die sich auf die eigene Mehrheit stützt. Der Südschleswigsche Wählerverband (SSW) erzielte 3,6 % der Stimmen und zog mit zwei Sitzen in den Landtag ein. SPD und Grüne nahmen Koalitionsverhandlungen mit dem Ziel auf, eine vom SSW im Parlament gestützte Regierung zu bilden. Die dazu erforderliche Mehrheit von 35 Mandaten wurde exakt erreicht, sodass bei der konstituierenden Sitzung des Landtags am 17. März 2005 alle Stimmen von SPD, Grünen und SSW zur Wahl von Simonis benötigt wurden.
Heide Simonis erreichte die Mehrheit in allen vier Wahlgängen nicht, weil sich jeweils mindestens ein Abgeordneter aus den Reihen von SPD, Grünen und SSW der Stimme enthielt. Die Sitzung wurde beendet und CDU und SPD nahmen Verhandlungen mit dem Ziel auf, eine Große Koalition unter Führung von Peter Harry Carstensen (CDU) zu bilden. Am 27. April 2005 wurde Carstensen vom Landtag von Schleswig-Holstein mit den Stimmen von CDU und SPD zum neuen Ministerpräsidenten gewählt. Stellvertretende Ministerpräsidentin wurde die Bildungsministerin Ute Erdsiek-Rave (SPD).
Nachdem Innenminister Ralf Stegner am 24. März 2007 den Landesvorsitz der SPD Schleswig-Holstein übernommen hatte, verschlechterte sich das Klima in der Großen Koalition. Im Mai griff Stegner gemeinsame Sparbeschlüsse des Kabinetts an und forderte eine Aufweichung von bereits umgesetzten Gehaltskürzungen im öffentlichen Dienst. Die Koalitionskrise konnte letztlich durch ein Einlenken Stegners beendet werden. Im September 2007 verschärfte Stegner seine Kritik, woraufhin die CDU ihm einen Konfrontationskurs vorwarf und sein Ausscheiden aus dem Kabinett forderte. Stegner beugte sich dem Druck, indem er mit Wirkung zum 15. Januar 2008 als Innenminister zurücktrat und stattdessen den Fraktionsvorsitz seiner Partei im Landtag übernahm.
Im September 2008 wurde Stegner von der Nord-SPD zum Spitzenkandidaten für die Landtagswahl 2010 gewählt – die tragenden Säulen der Koalition Carstensen und Stegner würden demnach gegeneinander antreten. Im April 2009 kam es in der Koalition zu einer Debatte über vorgezogene Neuwahlen, bei der sich die Koalitionspartner erneut gegenseitige Vorwürfe machten. Ministerpräsident Carstensen geriet in den eigenen Reihen unter Druck, vor allem für sein Krisenmanagement bei der HSH Nordbank, die mit Milliardengarantien von den Ländern Schleswig-Holstein und Hamburg gestützt werden musste. Die Debatte verebbte und die Koalition einigte sich auf einen regulären Termin für die Neuwahl, den 9. Mai 2010.
Aufgrund der Wirtschafts- und Finanzkrise und der Schieflage der HSH Nordbank kam es im Juni 2009 zu erneuten Auseinandersetzungen innerhalb der Koalition, als das Kabinett über ein umfangreiches Sparpaket beriet. Die CDU forderte härtere Einschnitte als die SPD und darüber hinaus die Implementierung einer Schuldenbremse in der Landesverfassung. Am 21. Juni einigten sich beide Parteien und wendeten so einen Bruch der Koalition vorerst ab. Vor die nächste Belastungsprobe wurde sie schon Mitte Juli gestellt: Carstensen gab an, dass umstrittene Bonuszahlungen für den Vorstandsvorsitzenden der HSH Nordbank die Zustimmung der SPD gefunden hätten. Die SPD dementierte dies.
Am 15. Juli beschloss die CDU-Fraktion aufgrund der erneuten Vorfälle, die Koalition mit der SPD zu beenden und die Auflösung des Landtages zu beantragen. Die Sozialdemokraten lehnten diesen Plan im Landtag am 20. Juli geschlossen ab, womit die nötige Zwei-Drittel-Mehrheit verfehlt wurde. Daraufhin entließ Ministerpräsident Carstensen mit Ablauf des 21. Juli die SPD-Minister aus der Landesregierung und stellte im Landtag die Vertrauensfrage. Eine Abstimmung darüber fand am 23. Juli statt. Carstensen verlor sie mit großer Mehrheit und machte so den Weg für Neuwahlen frei, die für den 27. September angesetzt wurden, also gleichzeitig mit der Bundestagswahl stattfinden sollten.

## Spitzenkandidaten der Landtagsparteien
Für die CDU trat Ministerpräsident Carstensen erneut als Spitzenkandidat an, die SPD wurde von ihrem Fraktionschef im Landtag und Landesvorsitzenden Ralf Stegner angeführt. Spitzenkandidat der FDP war Wolfgang Kubicki. Die Grünen zogen mit Monika Heinold und Robert Habeck als Doppel-Spitze in den Wahlkampf. Spitzenkandidatin des SSW war Anke Spoorendonk.

## Umfragen
Die folgende Tabelle zeigt die letzten Meinungsumfragen vor der Landtagswahl im Vergleich zum tatsächlichen Wahlergebnis.
| Institut                    | Datum      | CDU    | SPD    | FDP    | GRÜNE  | DIE LINKE | SSW   | Übrige |
| --------------------------- | ---------- | ------ | ------ | ------ | ------ | --------- | ----- | ------ |
| Amtliches Endergebnis       | 27.09.2009 | 31,5 % | 25,4 % | 14,9 % | 12,4 % | 6,0 %     | 4,3 % | 5,5 %  |
| Forsa                       | 19.09.2009 | 31 %   | 26 %   | 16 %   | 11 %   | 6 %       | 5 %   | 5 %    |
| Forschungsgruppe Wahlen     | 18.09.2009 | 32 %   | 27 %   | 14 %   | 12 %   | 7 %       | 4 %   | 4 %    |
| Infratest dimap             | 16.09.2009 | 33 %   | 24 %   | 14 %   | 13 %   | 6 %       | 5 %   | 4 %    |
| Infratest dimap             | 11.09.2009 | 33 %   | 24 %   | 15 %   | 12 %   | 8 %       | 4 %   | 4 %    |
| Infratest dimap             | 04.09.2009 | 33 %   | 24 %   | 16 %   | 14 %   | 7 %       | 3 %   | 3 %    |
| Institut für Marktforschung | 24.07.2009 | 32 %   | 23 %   | 17 %   | 15 %   | 5 %       | 4 %   | 4 %    |
| Infratest dimap             | 18.07.2009 | 36 %   | 24 %   | 15 %   | 14 %   | 5 %       | 3 %   | 3 %    |
| Psephos                     | 18.07.2009 | 39 %   | 25 %   | 14 %   | 11 %   | 4 %       | 4 %   | 3 %    |
| Forsa                       | 17.07.2009 | 38 %   | 27 %   | 14 %   | 8 %    | 5 %       | 4 %   | 4 %    |

## Amtliches Endergebnis
In der Tabelle sind die Änderungen durch die Neufeststellung des amtlichen Endergebnisses vom 28. Januar 2010 durch den Schleswig-Holsteinischen Landtag enthalten. Alle zur Wahl zugelassenen Parteien sind aufgeführt.
| Listen                        | Listen            | Erststimmen | Erststimmen | Erststimmen | Erststimmen | Zweitstimmen | Zweitstimmen | Zweitstimmen | Zweitstimmen | Mandate | Mandate |
| Listen                        | Listen            | Stimmen     | %           | +/-         | Mandate     | Stimmen      | %            | +/-          | Mandate      | Anzahl  | +/-     |
| ----------------------------- | ----------------- | ----------- | ----------- | ----------- | ----------- | ------------ | ------------ | ------------ | ------------ | ------- | ------- |
|                               | CDU               | 585.402     | 36,9        | –6,6        | 34          | 505.612      | 31,5         | –8,6         | –            | 34      | +4      |
|                               | SPD               | 471.075     | 29,7        | –11,4       | 6           | 407.643      | 25,4         | –13,3        | 19           | 25      | –4      |
|                               | FDP               | 170.253     | 10,7        | +4,5        | –           | 239.338      | 14,9         | +8,3         | 14           | 14      | +10     |
|                               | GRÜNE             | 170.857     | 10,8        | +5,3        | –           | 199.367      | 12,4         | +6,2         | 12           | 12      | +8      |
|                               | Linke             | 85.992      | 5,4         | +4,9        | –           | 95.764       | 6,0          | +5,2         | 6            | 6       | +6      |
|                               | SSW               | 44.675      | 2,8         | +0,2        | –           | 69.701       | 4,3          | +0,7         | 4            | 4       | +2      |
|                               | PIRATEN           | 20.394      | 1,3         | N/A         | –           | 28.837       | 1,8          | N/A          | –            | –       | –       |
|                               | FW-SH             | 23.646      | 1,5         | N/A         | –           | 16.362       | 1,0          | N/A          | –            | –       | –       |
|                               | NPD               | 5.565       | 0,4         | ±0,0        | –           | 14.991       | 0,9          | –1,0         | –            | –       | –       |
|                               | FAMILIE           | –           | –           | N/A         | –           | 12.310       | 0,8          | –0,1         | –            | –       | –       |
|                               | RENTNER           | 3.813       | 0,2         | N/A         | –           | 10.165       | 0,6          | N/A          | –            | –       | –       |
|                               | RRP               | 1.228       | 0,1         | N/A         | –           | 2.467        | 0,2          | N/A          | –            | –       | –       |
|                               | IPD               | –           | –           | N/A         | –           | 849          | 0,1          | N/A          | –            | –       | –       |
|                               | Einzelbewerber    | 3.968       | 0,3         | +0,1        | –           | –            | –            | –            | –            | –       | –       |
| Gesamt                        | Gesamt            | 1.586.868   | 100         |             | 40          | 1.603.406    | 100          |              | 55           | 95      | +26     |
|                               |                   |             |             |             |             |              |              |              |              |         |         |
| Ungültige Stimmen             | Ungültige Stimmen | 49.506      | 3,0         | +0,1        |             | 32.968       | 2,0          | +0,6         |              |         |         |
| Wähler                        | Wähler            | 1.636.374   | 73,6        | +7,1        |             | 1.636.374    | 73,6         | +7,1         |              |         |         |
| Wahlberechtigte               | Wahlberechtigte   | 2.224.100   |             |             |             | 2.224.100    |              |              |              |         |         |
|                               |                   |             |             |             |             |              |              |              |              |         |         |
| Quelle: Statistische Berichte |                   |             |             |             |             |              |              |              |              |         |         |

Übersicht über die Wahlkreisgewinner

Direktmandate nach Wahlkreisen

Wahlbeteiligung nach Wahlkreisen

Die Wahlbeteiligungen der Landtagswahlen 2005 und 2009 lassen sich nur bedingt miteinander vergleichen, da gleichzeitig stattfindende bundesweite Wahlen (wie 2009) regelmäßig mit einer höheren Wahlbeteiligung einhergehen.

## Probleme aufgrund der Landeswahlordnung
In Schleswig-Holstein gilt ein personalisiertes Verhältniswahlrecht. Von den 69 Sitzen werden 40 als Direktmandate vergeben. Dazu kamen bei dieser Wahl 11 Überhangmandate, alle für die CDU, sowie je nach Auslegung einer Formulierung im Wahlgesetz 14 oder 20 Ausgleichsmandate. Ein weiterer Sitz kam in beiden Auslegungen hinzu, damit der Landtag eine ungerade Sitzanzahl hat. Wie bereits vor der Landtagswahl 2009 erwartet wurde, war die Auslegung des Wahlgesetzes über die Mehrheit im Landtag entscheidend.
Der Landeswahlausschuss entschied am 16. Oktober 2009 das amtliche Endergebnis für die von der Landeswahlleiterin präferierte Auslegung mit 14 Ausgleichsmandaten. Die Landeswahlleiterin und die Vertreter von CDU und FDP (3 Stimmen) stimmten dafür, die anderen Mitglieder stimmten dagegen (2 Stimmen) oder enthielten sich (2 Stimmen). Dies führte zu 95 Sitzen im Landtag und zu einer Mehrheit von CDU und FDP: 49 von 95 Sitzen vereinigten CDU und FDP auf sich, obwohl die prozentualen Stimmanteile dieser beiden Parteien zusammen kleiner waren als die von SPD, Grünen, Linken und SSW zusammen. Die alternative Entscheidung mit 20 Ausgleichsmandaten hätte dazu geführt, dass ihnen ein Sitz für die Mehrheit im Landtag gefehlt hätte.
Gegen das Ergebnis war – bei Wahlberechtigten nach der Zurückweisung eines Einspruchs durch den Landtag – der Gang vor das Landesverfassungsgericht möglich. Die Grünen und der SSW klagten vor dem Landesverfassungsgericht gegen die Mandatsverteilung, die Linken schlossen sich nach dem Zusammentreten des neuen Landtags der Klage an. Diese wurde am 28. Juni 2010 beim Landesverfassungsgericht Schleswig-Holstein verhandelt. Am 30. August 2010 wurde das Urteil verkündet: Das Wahlgesetz sei verfassungswidrig und müsse bis zum 31. Mai 2011 geändert werden, und die nächste Landtagswahl bis spätestens 30. September 2012 stattfinden. Die bisherige Sitzverteilung im 2009 gewählten Landtag blieb aber bestehen. Am 7. Juni 2011 setzte die Landesregierung Neuwahlen für den 6. Mai 2012 fest. Das Wahlgesetz war bereits am 25. März 2011 geändert worden, sodass die folgende Landtagswahl verfassungsgemäß stattfinden konnte.

### Koalitionsbildung
| Koalitionsoption                 | Sitze |
| -------------------------------- | ----- |
| Sitze gesamt                     | 95    |
| Absolute Mehrheit (ab 48 Sitzen) |       |
| CDU, SPD                         | 59    |
| CDU, FDP                         | 48    |

Die Sitzverteilung mit 95 Sitzen, amtlich festgestellt vom Landeswahlausschuss am 16. Oktober 2009, ermöglichte folgende Koalitionen:
- Die Bildung einer schwarz-gelben Koalition mit einer Mehrheit von zunächst 49 Sitzen, die schließlich Ende Oktober umgesetzt wurde. Eineinhalb Wochen nach der Landtagswahl begannen am 8. Oktober die Koalitionsverhandlungen. Sie wurden bis zum 17. Oktober abgeschlossen – am gleichen Tag wurde der Koalitionsvertrag unterzeichnet, der am 24. Oktober die Zustimmung der Parteitage von CDU und FDP fand. Die Wiederwahl von Carstensen zum Ministerpräsidenten und die Ernennung der neuen Landesminister fanden am 27. Oktober statt, dem Tag der konstituierenden Sitzung des neuen Landtags.
- Eine Fortführung der Großen Koalition von CDU und SPD wäre mit 79 Sitzen ebenfalls möglich gewesen, wurde aber unter anderem aufgrund des Zerwürfnisses zwischen Peter Harry Carstensen (CDU) und Ralf Stegner (SPD) nicht angestrebt. Carstensen befürwortete vor und nach dem Ausgang der Wahl die schwarz-gelbe Koalition, weil sich mit ihr mehr erreichen lasse.[18][19]

Die Sitzverteilung bei 101 Sitzen, bei der alle Überhangmandate der CDU ausgeglichen wären und die daher in der Verfassungsklage gegen die Feststellung des Wahlergebnisses als Alternative angeführt wurde, hätte dazu geführt, dass die schwarz-gelbe Koalition aus CDU und FDP keine Mehrheit mehr gehabt hätte (zusammen nur 50 Sitze).

## Neuauszählung im Stimmbezirk Husum 3
Bei einer von der Partei Die Linke beantragten Neuauszählung der Wahlzettel des Wahlbezirks Husum 3 im Januar 2010 wurde festgestellt, dass bei der Landtagswahl in diesem Bezirk 41 Zweitstimmen auf Die Linke entfallen waren und nicht nur 9, wie es am Wahlabend verbucht worden war. Aufgrund dieses Ergebnisses verlor die FDP ihr 15. Landtagsmandat an die Linkspartei, womit die regierende CDU/FDP-Koalition nur noch die Mehrheit von einer Stimme besaß. Vom Mandatsverlust betroffen war die FDP-Abgeordnete Christina Musculus-Stahnke, die ihren Sitz an Björn Thoroe von der Linkspartei abtreten musste.